# Nicolai Jonathan Meinert
Nicolai Jonathan Meinert, född den 9 februari 1791, död den 26 februari 1877, var en dansk affärsman och politiker, far till Frederik Meinert. 
Meinert blev 1821 grosshandlare i Köpenhamn och var 1840-48 ständerdeputerad. Han tog verksamt del i de politiska och nationella strävandena under Fredrik VI och Kristian VIII samt var en bland stiftarna av Trykkefrihedsselskabet (1835) och Den slesvigske Hjaelpeforening (1844). Efter 1848 drog han sig tillbaka och var endast en kort tid (1854-55) medlem av landstinget.

## Utmärkelser
- Riddare av Dannebrogorden,  1857[1]

[Redigera Wikidata]